# The Rotted
The Rotted (anciennement Gorerotted) est un groupe britannique de death metal et goregrind, originaire de Londres.

## Histoire
Gorerotted est formé à Londres en 1997 par six musiciens qui se font d'abord connaître sous différents pseudonymes. Sur l'EP autofinancé Her Gash I Did Slash, sorti en 1998, le groupe proposait un mélange de crustcore et de grindcore avec des textes splatter (« dégoulinants ») excessivement brutaux. Peu après, l'éphémère label indépendant Dead Again signe le groupe et sort son premier album Mutilated in Minutes en 2000. Gorerotted passe ensuite chez Metal Blade Records, qui publie en 2003 l'album studio Only Tools and Corpses. Une tournée américaine avec Cannibal Corpse suit, et le troisième album A New Dawn for the Dead sort en 2005. En été 2006, une tournée avec Obituary, Gojira et Cryptopsy suit, et au printemps 2007, le groupe fait une tournée aux États-Unis avec Pungent Stench. 
Avec Gian Pyres (ex-Cradle of Filth), un deuxième guitariste vient compléter le line-up à l'automne 2007, et début 2008, le batteur Jon Rushforth quitte le groupe et est remplacé par Nate Gould. Après ces changements de line-up, Gorerotted change de nom début 2008 pour devenir The Rotted. Pour le membre fondateur et chanteur Ben McCrow, il s'agissait d'une étape logique en raison de l'évolution musicale et textuelle du groupe. De plus, les fans les avaient déjà surnommés The Rotted. Sous ce nouveau nom, Metal Blade sort son album suivant Get Dead or Die Trying en juin 2008. De nombreux festivals suivent, notamment le Wacken Open Air et le Summer Breeze. À la mi-2010, The Rotted sort l'EP autofinancé Anarchogram, suivi d'une tournée avec Grave et Misery Index. 
Début 2011, ils commencent à travailler sur leur prochain album studio, qui est publié en 2012 par Candlelight Records sous le titre Ad Nauseam. En 2013, ils sortent la vidéo de leur single Rotted F**king Earth. Le groupe cesse ses activités en 2014.

## Discographie
- 1998 : Her Gash I Did Slash (démo)
- 2000 : Mutilated in Minutes
- 2002 : Split Your Guts (split avec Gronibard et Gruesome Stuff Relish)
- 2003 : Only Tools and Corpses
- 2005 : A New Dawn for the Dead
- 2008 : Get Dead or Die Trying
- 2011 : Ad Nauseam